# Магура (Галда де Жос)
Магура (рум. Măgura) насеље је у Румунији у округу Алба у општини Галда де Жос. Oпштина се налази на надморској висини од 382 m.

## Становништво
Према подацима из 2002. године у насељу је живело 32 становника, од којих су сви румунске националности.